# Ruine Rosenberg (Rügland)
Die Ruine Rosenberg ist die Ruine einer Spornburg auf einem 450 m ü. NN hohen Bergsporn über dem Mettlachtal bei dem Ortsteil Rosenberg der Gemeinde Rügland im Landkreis Ansbach in Bayern.

## Geschichte
Der Ortsname leitet sich von der Burg ab, deren Besitzer Eberhart von Rosenbergk 1398 erstmals namentlich erwähnt wird. Bei dem Burgennamen handelt es sich um einen Fantasienamen, der nicht auf eine reale Gegebenheit verweist, wie es bis ins 13. Jahrhundert noch üblich war. Daraus kann geschlossen werden, dass die Burg wohl erst im 14. Jahrhundert erbaut wurde.
Rosenberg war von Anfang an im Besitz der Herren von Vestenberg zu Rosenberg. An der Erhaltung der Burg Rosenberg dürfte danach kein Interesse mehr bestanden haben. 1584 verkaufte Hans von Vestenberg beide Sitze an Ernst von Crailsheim. 1587 wird diesbezüglich zwischen dem alten Haus zu Rosenberg und dem neuen Haus zu Rügland differenziert. Es erscheint möglich, dass die Burg Rosenberg aufgegeben wurde, als das neue Schloss Rügland erbaut wurde. Der Name Rügland könnte somit ursprünglich auf dieser Burg gehaftet haben, bevor er auf den neuen Sitz im Tal übertragen wurde.
Rosenberg war von Anfang an in Besitz der Herren von Vestenberg zu Rosenberg. Kraft von Vestenberg wurde 1325 als erster mit dem Beinamen „zu Rosenberg“ genannt. 1437 starb die Linie der Vestenberg auf Rügland aus, beide Sitze wurden wieder in einer Hand mit dem Sitz auf Schloss Rügland vereint. An der Erhaltung der Burg Rosenberg dürfte danach kein Interesse mehr bestanden haben. 1584 verkaufte Hans von Vestenberg beide Sitze an Ernst von Crailsheim. Zu diesem Zeitpunkt war die kleine Abschnittsburg bereits baufällig.
Das Burgareal zeichnet sich heute als trapezförmiges Plateau mit einer Größe von 35 × 18–35 m ab, das von einem ca. 15 m breiten Graben umgeben ist. Erhalten geblieben sind lediglich einige Wälle und eine runde Eckturmruine aus Blasensandstein (zweigeschossig, mit Spitzbogenfenster und Schießscharten im Obergeschoss) sowie Graben- und Mauerreste.